# Manuele Raulo
Manuele Raulo (fl. XIV secolo) era un ufficiale bizantino ricordato per la sua corrispondenza con alti esponenti bizantini del suo tempo.
Membro di un ramo sconosciuto dell'aristocratica famiglia Rauli, Manuele nacque forse a Mistra, ma crebbe e fu educato a Tessalonica. In seguito prestò servizio come funzionario (grammatikos) nell'amministrazione del Despotato di Morea sotto il despota Manuele Cantacuzeno, fino a quando il calo della vista lo costrinse a dimettersi all'incirca nel 1362. Ebbe un figlio di nome Niceforo.
Sono sopravvissute dodici lettere, di cui tre indirizzate all'imperatore Giovanni VI Cantacuzeno e le altre ad altri funzionari, letterati e a un abate. Secondo l'Oxford Dictionary of Byzantium, "la maggior parte delle lettere ha un argomento piuttosto convenzionale, ma fornisce alcuni dati prosopografici e interessanti dettagli sulla vita quotidiana del XIV sec. nel Peloponneso, tra cui la peste del 1361-1362, la cattura di un amico da parte dei banditi e una caduta da cavallo che lo rese zoppo e gli impedì di rendere omaggio all'imperatore".